# 749
| Calendário gregoriano                                                        | 749 DCCXLIX                     |
| Ab urbe condita                                                              | 1502                            |
| Calendário arménio                                                           | 198 – 199                       |
| Calendário bahá'í                                                            | -1095 – -1094                   |
| Calendário budista                                                           | 1293                            |
| Calendário chinês                                                            | 3445 – 3446                     |
| Calendário copta                                                             | 465 – 466                       |
| Calendário etíope                                                            | 741 – 742                       |
| Calendários hindus - Vikram Samvat - Calendário nacional indiano - Cáli Iuga | 804 – 805 670 – 671 3849 – 3850 |
| Calendário Holoceno                                                          | 10749                           |
| Calendário islâmico                                                          | 131 – 132                       |
| Calendário judaico                                                           | 4509 – 4510                     |
| Calendário persa                                                             | 127 – 128                       |
| Calendário rúnico                                                            | 999                             |
| Calendário solar tailandês                                                   | 1292                            |

749 (DCCXLIX na numeração romana) foi um ano comum do século VIII do Calendário Juliano, da Era de Cristo, a sua letra dominical foi E (52 semanas), teve início a uma quarta-feira e terminou também a uma quarta-feira.
| Ano completo                        |
| ----------------------------------- |
| Ano comum com início à quarta-feira |